# Cząstkowo (powiat gdański)
Cząstkowo (niem. Fünfgrenzen) – wieś w Polsce położona w województwie pomorskim, w powiecie gdańskim, w gminie Trąbki Wielkie nad jeziorem Bronisława.
W latach 1975–1998 miejscowość położona była w województwie gdańskim.
Wieś położona w pobliżu Jeziora Bronisława,  stanowi sołectwo gminy Trąbki Wielkie.